# Ampulex crudelis
Ampulex crudelis är en  stekelart som beskrevs av Charles Thomas Bingham 1897. Ampulex crudelis ingår i släktet Ampulex och familjen Ampulicidae. Inga underarter finns listade i Catalogue of Life.